# Absorbant zilnic

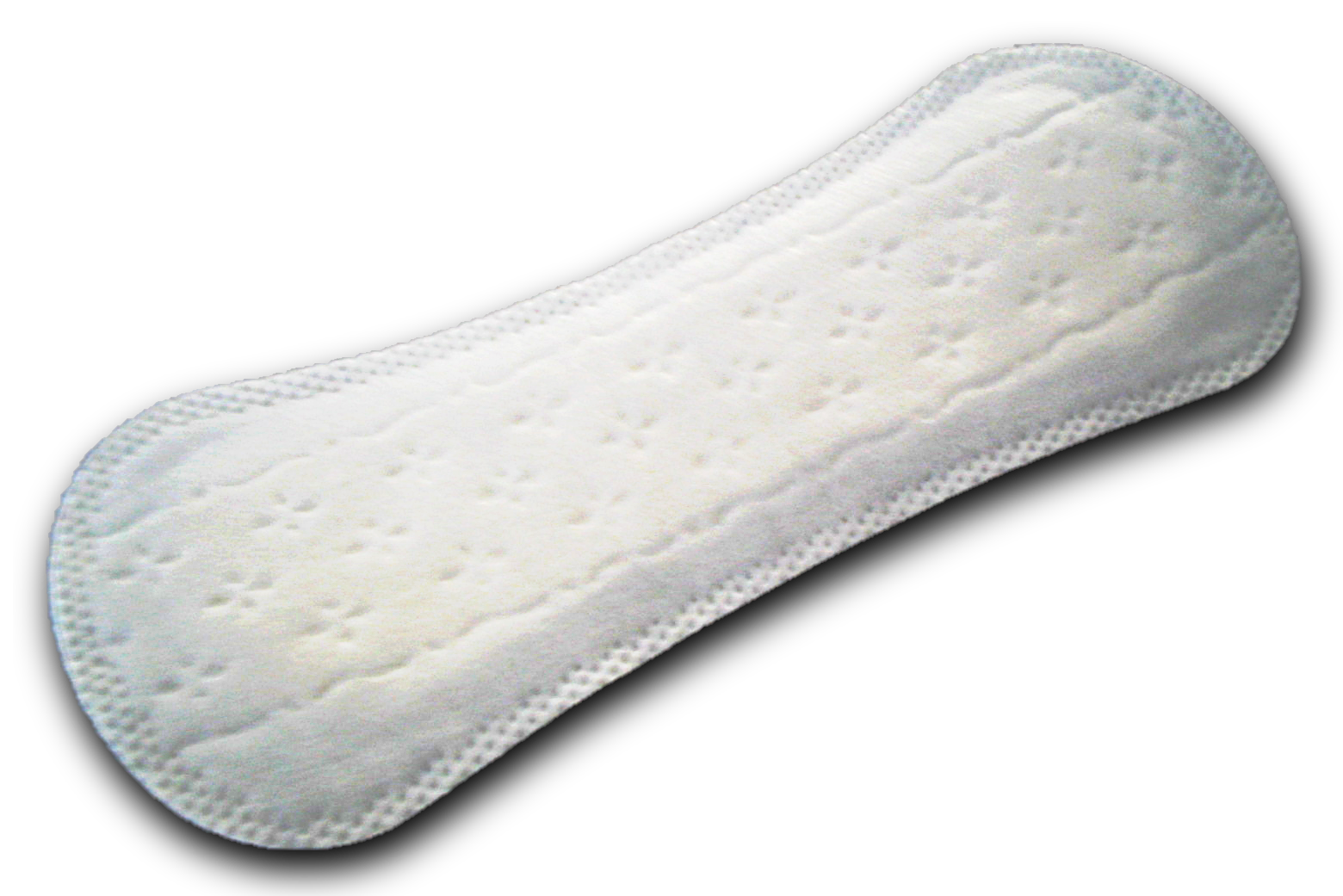
Absorbant zilnic

Absorbantul zilnic (în engleză pantiliner, panty liner, în franceză protège-slip) este o bandă absorbantă adezivă mică din material absorbant care este fixată cu adeziv pe partea interioară a chiloților. Este folosit în igiena feminină pentru absorbția secrețiilor vaginale zilnice, fluxului menstrual neabundent, scurgerilor vaginale după relații sexuale și în incontinență urinară. Este mai subțire decât un absorbant menstrual. Este recomandat și pentru adolescente, chiar de la vârste precum 10 sau 11 ani.